# Glenea niobe
Glenea niobe là một loài bọ cánh cứng trong họ Cerambycidae.